# Pytho kolwensis
Pytho kolwensis is een keversoort uit de familie blauwe schorskevers (Pythidae). De wetenschappelijke naam van de soort werd in 1833 gepubliceerd door Carl Reinhold Sahlberg.